# Justizamt Lauda
Das Justizamt Lauda war eine während der napoleonischen Zeit von 1807 bis 1813 bestehende Verwaltungseinheit im Norden des Großherzogtums Baden.

## Geschichte
Vor Inkrafttreten der Bestimmungen des Reichsdeputationshauptschlusses 1803 war das an der unteren Tauber  gelegene Lauda Sitz eines Amtes des Hochstifts Würzburg. Die Stadt gehörte anschließend zum Fürstentum Leiningen, bis dieses in Umsetzung der Rheinbundakte mediatisiert und in diesem Bereich der badischen Landeshoheit unterstellt wurde. Im Sommer 1807 wurde Lauda zunächst dem standesherrlichen Amt Bischofsheim an der Tauber mit Sitz in Tauberbischofsheim zugeteilt.
Bereits im Dezember 1807 wurde dieses in drei, als Justizamt titulierte Teile aufgespaltet. Lauda bildete ab da mit den Orten Beckstein, Distelhausen, Heckfeld, Königshofen, Marbach, Oberlauda und Unterbalbach (teilweise) eine eigene Verwaltungseinheit, die der Landvogtei Wertheim unterstellt war. Im Rahmen der Verwaltungsgliederung Badens zählte es zunächst zur Provinz des Unterrheins oder der Badischen Pfalzgrafschaft, ab 1809 zum Main- und Tauberkreis.
1810 kamen Oberbalbach, der Rest von Unterbalbach und der badische Anteil an Edelfingen hinzu. Sie waren entweder als grundherrschaftliche Orte im Dezember 1807 den Landvogteien direkt unterstellt worden oder im Rahmen des Grenzvertrags mit Württemberg an Baden gefallen. 1813 wurde das Amt aufgelöst. An das neu gegründete Bezirksamt Gerlachsheim gingen Lauda, Oberlauda, Beckstein, Marbach, Königshofen und Distelhausen. Unterbalbach, Oberbalbach, Edelfingen und Heckfeld wurden dem Bezirksamt Boxberg zugeteilt.

## Spätere Entwicklung
Der badische Anteil an Edelfingen wurde 1846 an das Königreich Württemberg abgetreten. Ober- und Unterbalbach kamen 1833, Heckfeld 1849 zu Gerlachsheim. Bei dessen Auflösung fielen seine Gemeinden vollständig an das Bezirksamt Tauberbischofsheim, das 1939 in den Landkreis Tauberbischofsheim überging. Bei der Kreisreform 1973 kamen so die Orte des Amtes Lauda zum Main-Tauber-Kreis.